# Chò nước
Cây Chò nước (danh pháp khoa học: Platanus kerrii) là loại cây gỗ to, thường xanh quanh năm, cao có thể tới 30 – 35 m, đường kính 1,5 m. Vỏ màu trắng xám, bong từng mảng. Lá đơn, mọc cách, hình bầu dục dài, mép có răng nhỏ. Hoa đơn tính. cây này sinh trưởng tự nhiên ở Đông Nam Á (Lào, Việt Nam),. Ở Việt Nam, nó mọc tự nhiên tại Bắc Cạn, Hà Tĩnh, Nghệ An,...
Chò nước được đặt tên theo ông A. F. G. Kerr, mà đã khám phá ra loại cây này ở Lào vào năm 1932.

## Ứng dụng
Vỏ của Chò nước được dùng để chế biến Betulin và Betulinic acid dùng chữa ung thư, HIV, sốt rét,..